# تاوروچنودکسی کولیک اسید
تاوروچنودکسی کولیک اسید (به انگلیسی: Taurochenodeoxycholic acid) یک ترکیب شیمیایی با شناسه پاب‌کم ۳۸۷۳۱۶ است.